# 斯普里克爾斯維爾 (夏威夷州)
斯普里克爾斯維爾（英語：Spreckelsville）是位於美國夏威夷州茂宜縣的一個非建制地區。該地的面積和人口皆未知。

## 地理
斯普里克爾斯維爾的座標為20°52′03″N 156°27′16″W / 20.86750°N 156.45444°W，而該地的平均海拔高度為21米（即70英尺）。